# イオマール・ド・ナシメント
マジーニョ（Mazinho）ことイオマール・ド・ナシメント（Iomar do Nascimento、1966年4月8日 - ）は、ブラジル出身の元サッカー選手、サッカー指導者。

## クラブ経歴
1985年にCRヴァスコ・ダ・ガマでプロデビュー、左サイドの中盤やDFで起用された。数々のタイトル獲得に貢献するなど、頭角を現し、1990年にズビグニェフ・ボニエクに連れられ、セリエAのUSレッチェに移籍した。レギュラーとしてプレーしたが、チームはセリエBへの降格が決定、1991-92シーズンからフィオレンティーナにステップアップを果たし。ここではリーグ戦21試合に出場し、まずまずのプレー振りを披露した。
1992年から1994年までパルメイラスでプレーした後、1994-95シーズン、リーガ・エスパニョーラのバレンシアCFに移籍、2シーズンで71試合に出場した。その後、いくつかのスペイン国内のチームを渡り歩き、2001年に母国のヴィトーリアで短期間プレーし、引退した。
引退後は家族とともにスペインに移住し、少年サッカースクールのコーチをしていたが、2009年にはギリシャ・スーパーリーグのアリス・テッサロニキFCの監督を務めた。

## 代表経歴
1988年のソウル五輪では、準優勝でシルバーメダルを獲得した。1989年5月10日にペルー戦でフル代表デビューを果たし、同年のコパ・アメリカを戦う代表チームに召集され、優勝に貢献した。1990年、ワールドカップイタリア大会には招集されたものの出場機会がなかったが。
1994年、ワールドカップアメリカ大会では決勝トーナメントからレギュラーに定着し、4度目の優勝に貢献した。

## 人物
両足で同じ様にボールを扱うことが可能で、戦術眼とセカンドボール回収の能力に優れ、主に守備でチームに貢献した。
妻は元バレー選手のヴァレリア・アラカンタラで。ティアゴ・アルカンタラと、ラファエル・アルカンタラは実子である。ロドリゴ・モレノ・マチャドは甥である。

## 所属クラブ
- サンタクルスFC 1983-1986
- CRヴァスコ・ダ・ガマ 1986-90
- USレッチェ 1990-91
- フィオレンティーナ 1991-1992
- パルメイラス 1992-1994
- バレンシアCF 1994-1996
- セルタ・デ・ビーゴ 1996-2000
- エルチェCF 2000-2001
- デポルティーボ・アラベス 2001
- ECヴィトーリア 2001

## 代表歴

### 出場大会
- ブラジル代表
  - 1990 FIFAワールドカップ
  - 1994 FIFAワールドカップ

### 試合数
- 国際Aマッチ 35試合 0得点（1989年-1994年）[3]

| ブラジル代表 | 国際Aマッチ | 国際Aマッチ |
| 年           | 出場        | 得点        |
| ------------ | ----------- | ----------- |
| 1989         | 16          | 0           |
| 1990         | 1           | 0           |
| 1991         | 8           | 0           |
| 1992         | 0           | 0           |
| 1993         | 0           | 0           |
| 1994         | 10          | 0           |
| 通算         | 35          | 0           |

## 指導歴
- アリス・テッサロニキ 2009